# Den Ordel
Den Ordel was een havezathe in de buurtschap Haerst, provincie Overijssel. Van de havezate is alleen het voormalige bouwhuis bewaard gebleven.

## Geschiedenis
Het goed Den Ordel bestond vermoedelijk al rond 1400. In die periode woonden in Haerst namelijk personen met een achternaam die naar het goed verwijzen: Kerstken en Bertold opten Ordel. Ook later in de 15e eeuw werden in documenten personen vermeld met een achternaam die wijst op Den Ordel. Overigens zal het goed toen niet veel meer zijn geweest dan een boerenerf.

### Bouw van het adellijke huis
Het adellijke huis is vermoedelijk rond 1477 gebouwd door Gerrit Mulert († 1504). Hij was rentmeester van Salland en was sinds 1477 als riddermatige lid van de landsheerlijke rechtsdagen.
Gerrits zoon Johan nam in 1504 de functies en bezittingen van zijn vader over. Omdat Johan in het conflict tussen de bisschop van Utrecht en hertog Karel van Gelre de zijde koos van de bisschop, werd zijn huis Den Ordel door de Geldersen in brand gestoken.
Na Johans overlijden in 1533 kreeg zoon Hendrik († na 1575) het huis Den Ordel als erfenis. Hendrik verscheen sindsdien als riddermatige op de landdagen. Hij liet Den Ordel na aan zijn zoon Johan.

### Havezate
Johan Mulert kon zich vanaf 1578 als riddermatige laten verschrijven in de landdag vanwege zijn bezit van Den Ordel. In 1585 namen Jochem Pruist en zijn roversbende met geweld intrek op Den Ordel. Vijf jaar later gebruikte de graaf Van den Bergh het huis als gevangenis voor Johan van den Brandenborg. Uiteindelijk kreeg Johan Mulert zijn huis weer terug en in 1596 werd het als havezate erkend, met alle belastingvoordelen. Hij schonk Den Ordel twee jaar later aan oudste zoon Ernst Mulert vanwege diens huwelijk met zijn achternicht Clara.

### Schulden
Het ging Ernst Mulert niet voor de wind. Hij was katholiek gebleven en verscheen in 1622 op de landdag in het door de Spanjaarden bezette Oldenzaal, waarmee hij zich niet geliefd maakte. Tevens maakte hij grote schulden waardoor hij in 1623 onder curatele werd gesteld. Dit had ook gevolgen voor zijn nazaten: toen zijn zoon Derk in 1633 de havezate overnam, werd hij opgezadeld met de schulden van zijn vader. Derk Mulert trouwde in 1641 met Sophia Schaep en dit huwelijk leverde hem geld op om schuldeisers mee af te betalen. 
In 1669 overleed Derk, waarna zijn kinderen Den Ordel in bezit kregen. Zij verkochten het verwaarloosde huis in 1686 aan Joan Diderick van Berninckhuysen en diens echtgenote Henriëtte Albertina Huygens. Zij herstelden het huis enigszins, maar hadden het financieel ook niet breed omdat ze zich in de schulden hadden gestoken voor de aankoop van Den Older. Dochter Christina Mauritia verkocht in 1732 de havezate en gaf haar zussen het hen toekomende erfdeel. 

### Verhuur en afbraak
De nieuwe eigenaar was Hendrik Meulenbelt, advocaat te Zwolle. Hij beschouwde de havezate als een belegging en hoopte het met winst te kunnen verkopen aan een edelman die het huis nodig had voor het lidmaatschap van de landdag. In de tussentijd verhuurde hij het huis, maar doorgaans stond het leeg. Uit vrees voor de hoge onderhoudskosten verkocht hij in 1762 het huis aan Lucas van Munster.
De nieuwe eigenaar verhuurde Den Ordel aan Berend van Beek en zijn echtgenote. Door het faillissement van de huurder in 1783 werd de inboedel van Den Ordel verkocht. Het huis werd in 1803 verkocht aan G. ten Cate en zijn vrouw M.A. van der Laan Droop. Ten Cate bezwaarde Den Ordel aanzienlijk om zijn bankierskantoor te kunnen bekostigen. Hij liet het herenhuis van Den Ordel afbreken en verkocht in 1807 de gronden met het overgebleven bouwhuis aan Derk Visscher en zijn echtgenote Dina van der Kolk.

### Boerenbedrijf
Den Ordel was na de afbraak van het herenhuis teruggebracht tot een boerenbedrijf. Na het overlijden van Derk Visscher in 1833 erfde zijn dochter Gerritdina het goed. Zij liet het in 1881 na aan haar zoon Jan van Berkum, die de oude grachten en vijvers liet dempen. In 1908 verkochten Jans erfgenamen het goed Den Ordel aan weduwe Janna Neuteboom. In 1915 werd een deel van de boerderij afgebroken en herbouwd. Twaalf jaar later verkochten haar erfgenamen Den Ordel.

## Beschrijving
Den Ordel was een omgrachte havezate. Tegen het langgerekte zaalgebouw van twee verdiepingen stond een achtkantige toren.
In 1675 werd Den Older aangeslagen voor vijf haardsteden. Het huis telde er meer, maar door verwaarlozing waren de haarden op de eerste verdieping onbruikbaar geworden. Ook de haarden van het bakhuis en de brouwerij waren vervallen geraakt.
Het bouwhuis is in 1765 gebouwd en deels bewaard gebleven. Door ruilverkaveling zijn de overige sporen van het landgoed Den Ordel verdwenen. Ook de precieze locatie van het herenhuis is niet meer bekend.
Den Aalshorst · Den Alerdinck · Huis Almelo · Arkelstein · Averbergen · Azoelen · Backenhagen · Bellinckhof · Den Berg · Huis Bergentheim · Beugelskamp · Beverfeurde · Blankena · Hof te Boekelo · Borgbeuningen · Havezate Boskamp · Boxbergen · Havezate Brecklenkamp · Bredenhorst · Buckhorst · Campherbeek · Colckhof · Den Dam · Huis Diepenheim · Dingshof · Dubbelink · Kasteel Eerde · Egede · Havezate Elsen · Everlo · Landgoed Frieswijk · Glinthuis · Huis Gramsbergen · Grimberg · Grotenhuis · De Haere · Haerst · Hagmeule · Slot Hardenberg · Huis Heeckeren · Huis Hengelo · Herxen · Hofstede · Hogenhof · Hondeborg · Katenhorst · Kevelham · Kranenburg · De Kuile · Het Laar · Leemcule · Luttenberg · Mataram · Mennigjeshave · Nijenhuis (Diepenheim) · Nijenhuis (Olst-Wijhe) · Oldemeule · Olidam · Oosterhof · Huis te Ootmarsum · Den Ordel · Pekkedam · Pothof · Rande · Kasteel Rechteren · Het Reelaer · Rhaan · Rutenberg · Huis Saasveld · Havezate Schoonheten · Havezate Schuilenburg · Singraven · Stoevelaar · Kasteel Toutenburg · Twickel · Vechterweerd · Venebrugge · Kasteel Voorst · Warmelo · Wegdam · Weldam · Weleveld · Huis Werkeren · Westerflier · Wittenstein · Zuthem
Ahnem · Den Alerdinck · Arendshorst · Arkelstein · Averbergen · Beerze · Den Berg · Bergentheim · Blankena · Borgele · Boskamp · Boxbergen · Bredenhorst · Buckhorst · Campherbeek · Collendoorn · Den Dam · Dieze · Dingshof · Den Doorn · Hof te Dorth · Eerde · Egede · De Gelder · Gerner · Glinthuis · Gramsbergen · De Groote Scheere · De Grote Weede · De Haere · Haerst · Hagenvoorde · Heemse · Herxen · Hoenlo · Hofstede · 't Hogeholt · Hogenhof · 't Hoogehuis · Junne · Kranenburg · Krijtenberg · De Kuile · Het Laar · Langeveldslo · Leemcule · Luttenberg · Melenhorst · Mennigjeshave · Nijenhuis · Oosterveen · Den Ordel · De Pol · Pothof · Rande · Rechteren · Het Reelaer · Rhaan · Rollecate · Rutenberg · Schoonheten · Schuilenburg · Vechterweerd · Velner · Venebrugge · Verborg · Voorst · Vrieswijk · Werkeren · Westerveld · Windesheim · Wittenstein · Wolfshagen · Zuthem